# Pont des Chutes
Le pont des Chutes est un pont couvert routier en Abitibi-Témiscamingue, Québec, Canada.
Parmi les derniers ponts couverts construits au Québec, 34 l'ont été à l'Abitibi, et sont associés à sa colonisation. Moins de la moitié d'entre eux subsistent.  
Ce pont en bois à une voie est de type ferme Town élaboré (ou québécois) : modèle modifié par le ministère de la Colonisation du Québec pour le rendre encore plus économique. Il a été employé pour construire plus de 500 ponts couverts au Québec. 
Le pont a été construit en 1954. Il se trouve des chutes sous le pont. Le pont a été abimé en 1961 et en 1964 quand la culée centrale a échoué.
Sa capacité portante était de 8 tonnes. Il est fermé à la circulation depuis 2010.

## Toponymie
Le pont doit son nom au fait qu'il est situé entre deux rapides de la rivière Laflamme, qui sont appelés localement « chutes ».